# 昌达尔勒湾
昌达尔勒湾（土耳其語：Çandarlı Körfezi），古代曾被称为埃莱提克湾，是爱琴海的一个海湾，其入口在昌达尔勒和福卡两城市之间。历史上，伊奥里斯人联盟的主要城市就分布在该海湾的周边。